# 丕鄭
丕 鄭（ひ てい、? - 紀元前650年）は、中国春秋時代の晋の大夫。

## 生涯
紀元前651年、晋の献公が死亡すると、里克と丕鄭は、公子重耳（後の文公）を即位させようとしたが、最終的に、郤芮・呂省に説得されて、公子夷吾（後の恵公）を即位させることとなった。
紀元前650年、恵公は、即位すると、里克を誅殺した。恵公は、丕鄭を秦に派遣したが、丕鄭は、秦の穆公に対し、郤芮・郤称・呂省が秦への領土割譲に同意せず、重耳を即位させようとしていると伝えた。このことが恵公に露見すると、恵公は、丕鄭を誅殺し、丕鄭の子の丕豹は、秦に逃亡した。